# دوري كرة القدم الغربي 2001–02
دوري كرة القدم الغربي 2001–02 (بالإنجليزية: 2001–02 Western Football League)‏ هو موسم من دوري كرة القدم الغربي ‏. فاز فيه Bideford A.F.C. ‏.